# Lac des Cèdres (rivière des Cèdres)
Pour les articles homonymes, voir Cèdre et Lac des Cèdres (homonymie).
Le lac des Cèdres est le plan d'eau de tête de la rivière des Cèdres, dans le bassin versant de la rivière Ha! Ha! et de la rivière Saguenay. Ce plan d’eau chevauche la municipalité de Ferland-et-Boilleau et de Saint-Félix-d'Otis, dans la MRC du Fjord-du-Saguenay, dans la région administrative de la Saguenay–Lac-Saint-Jean, dans la province de Québec, au Canada.
Quelques routes forestières secondaires permettent l’accès au bassin versant du lac des Cèdres ; ces routes se relient à route 381 (sens nord-sud) qui longe la rivière Ha! Ha!. Ces routes permettent les activités de foresterie et les activités récréotouristiques.
La foresterie constitue la principale activité économique du secteur ; les activités récréotouristiques, en second.
La surface du lac des Cèdres est habituellement gelée du début de décembre à la fin mars, toutefois la circulation sécuritaire sur la glace se fait généralement de la mi-décembre à la mi-mars.

## Géographie
Le lac des Cèdres est situé à environ 25,1 km au nord de la limite des régions administratives de Saguenay-Lac-Saint-Jean. Les principaux bassins versants voisins du lac des Cèdres sont :
- côté nord : Lac de Camp, Lac Crève-Cheval, lac Barbé, lac Long, lac Goth, lac Otis, rivière Saguenay ;
- Côté est : lac de la Grenouille, lac des Quenouilles, ruisseau des Papinachois, bras de Ross, lac Brébeuf (rivière Saint-Jean), rivière Saint-Jean, rivière Cami, rivière à la Catin ;
- côté sud : lac Murphy, ruisseau des Papinachois, rivière Ha! Ha!, lac Ha! Ha!, rivière Malbaie ;
- côté ouest : rivière Ha! Ha!, lac Ha! Ha!, rivière à Mars, bras d'Hamel.

Le lac des Cèdres comporte une longueur de 6,4 km en forme d’étoile de mer difforme, une largeur maximale de 2,0 km, une altitude est de 232 m et une superficie de km2. Il est alimenté par le lac de camp (côté nord), « La Filée des Trois Petits Lacs » (côté nord), le lac Barbé (côté nord), le lac de la Grenouille (côté est), le lac Gamelin (côté sud) et le lac Murphy (côté sud). Son embouchure est située au nord-ouest, à :
- 3,3 km au nord-est de la confluence de la rivière des Cèdres et de la rivière Ha! Ha! ;
- 8,6 km au nord du centre du village de Ferland de la municipalité de Ferland-et-Boilleau ;
- 9,7 km au sud-est de la confluence de la rivière Ha! Ha! et de la Baie des Ha! Ha!.
- 20,4 km au sud-est du barrage à l’embouchure du lac Ha! Ha! qui est traversé par la rivière Ha! Ha! ;
- 29,0 km au sud-est du centre-ville de Saguenay (ville) ;
- 38,7 km au sud de la rivière Saguenay.

À partir de l'embouchure du lac des Cèdres, le courant :
- descend le cours de la Rivière des Cèdres sur 4,1 km vers le nord-ouest ;
- descend le cours de la rivière Ha! Ha! sur 13,3 km vers le nord-ouest ;
- traverse la Baie des Ha! Ha! sur 11 km vers le nord-est ;
- descend le cours de la rivière Saguenay sur 93,1 km vers l’est jusqu'à Tadoussac où cette dernière rivière se déverse dans le fleuve Saint-Laurent.

## Toponymie
Le toponyme « lac des Cèdres » a été officialisé le 12 décembre 1985 par la Commission de toponymie du Québec.